# Jorge Dorado
Jorge Dorado, né le 8 décembre 1976 à Madrid, est un réalisateur de cinéma espagnol.

## Filmographie
- 2013 : Mindscape
- 2015 : Teresa
- 2022 : La Maleta

## Distinction

### Nomination
- Goyas 2014 : meilleur nouveau réalisateur pour Mindscape